# Acropora selago
Espèce
Statut de conservation UICN

 NT  : Quasi menacé
Statut CITES
Acropora selago est une espèce de coraux appartenant à la famille des Acroporidae.